# Сеноны (племя)
Сеноны (лат. Senones, греч. Σήνωνες и Σένονες) — в древности могущественное кельтское племя (или два племени). Одна часть сенонов обитала во времена Юлия Цезаря в Лугдунской Галлии, и граничила на севере с паризиями, на западе с карнутами, на юге с эдуями и на востоке с лингонами, бойями и мандубиями. Сейчас на этой территории располагаются французские департаменты Сена и Марна, Луаре, Йонна а также и города Санс, Осер. Другая часть сенонов (или другие сеноны) в V—III веках до нашей эры жила в Италии между городами Равенна и Анкона.

## Сеноны Италии

Племена Цизальпийской Галлии в 391—192 годы до н. э. На самом юге расселения кельтских племен (выделены синим цветом) — сеноны

Около 400 года до нашей эры часть сенонов двинулась в Северную Италию. Причины, последовательность и характер этого переселения как древние авторы, так и современные исследователи объясняют по-разному. Согласно одной версии изложенной Титом Ливием пишет, что во времена правления Тарквиния Древнего правителем племени битуригов был Амбикат. После того как численность жителей возросла Амбикат «решил избавить свое царство от избытка людей». Два его племянника (сыновья сестры) Белловез и Сеговез должны были возглавить отряды переселенцев. Сеговез направился в Герцинский лес, а Белловез в Италию. Среди переселившихся с Белловезом племён указаны и сеноны. То есть сеноны указаны в первой волне кельтских племен заселивших Апеннинский полуостров. Но уже в следующем параграфе Тит Ливий писал, что сеноны были последним кельтским племенем оказавшимся на полуострове и поэтому им достались самые южные из земель заселённых кельтами. Диодор Сицилийский причиной переселения называл, то что «область была иссушена зноем, они оказались в затруднительном положении». По мнению Диодора численность сенонов переселившихся в Италию составляла 30 тысяч человек.
Г. Биркхан склонявшийся к версии, что сеноны пришли последними указывал, что иной версии придерживался Д. Витали. Г. Биркхан писал, что сеноны вместе с бойями уничтожили находившийся в верхней Италии богатый город Мельп.
Сеноны поселились близ Адриатического моря между реками Итисом и Эзисом (между городами Равенна и Анкона), так как большая часть северно-италийских земель была уже занята другими кельтскими племенами. Здесь был основан ими город Сена Галлика. Эта область стала называться «Галльским полем» (лат. Ager Gallicus).
В 391/390/387 году кельты (у Аппиана и Полибия не уточняется имя племени; сеноны (у Тита Ливия Диодора Сицилийского; указана в Большой Российской энциклопедии, Британнике) начали войну с этрусским городом Клузий. Жители Клузия обратились за помощью к римлянам. Римляне отправили посланников, или как послов (у Аппиана), или как шпионов (у Диодора), но миссия провалилась так как римские посланники вместе с клузинцами напали на кельтов. В ответ на требование их выдать Рим ответил отказом. В скором времени между сенонами и римлянами произошло столкновение, результатом которого было поражение римлян на реке Аллия; взятие Рима в 387 году до н. э. и осада Капитолия, длившаяся более 6 месяцев. Измождённое голодом и болезнями войско кельтов было вынуждено отступить, но за это сенонский вождь Бренн предварительно затребовал выкуп в 1000 фунтов золота. Тит Ливий утверждал, что диктатор Камилл не дал римлянам совершить этот выкуп и разбил кельтов, но остальные авторы (Полибий, Диодор Сицилийский, Большая Российская энциклопедия) не сообщали о подобном сражении, а напротив писали, о том, что кельты покинули Рим с богатой добычей
Сеноны активно контактировали с греками Адриатики. По оценкам археологов, сеноны были воинственным и богатым народом. Сеноны имели свои монеты. Основу денег составлял асс, но он был гораздо тяжелее римского асса. Денежная градация стоимости основывалась на десятичной системе. На аверсе монет изображались существа и предметы, связанные с морем (дельфины, трезубцы, кили кораблей, раковины), на реверсе — голова кельта.
Археологические находки сенонов (в том числе в вальдальсгеимском стиле) найдены:
- в Москано-ди-Фабиано в верхней части долины Эзипо — ножны меча воина
- находки в Санта-Паолпна-ди-Филоттрано в долине Музона
- в Монтефортино-д’Арчевиа латенское оружие[8].

Вскоре (около 368 года) после похода кельтов на Рим тиран Сиракуз Дионисий Старший (владевший городом Атрией и воевавший с этрусками, а также городом Анкона) пригласил их к себе в качестве наемного войска. Ближе всех к данному району проживали сеноны (а по мнению ряда авторов именно они и ходили на Рим).
Войны между римлянами и италийскими сенонами продолжались практически беспрерывно. В битве за Арреций сеноны и бойи присоединившиеся к этрускам одержали победу над римлянами, но через год были разбиты в битве у Вадимонского озера консулом Долабеллой. Вождь Бритомар попал в плен. Часть сенонов оказалась уничтожена, часть изгнана, но по мнению Г. Биркхана часть уцелела до второй половины III века до н. э./II века до н. э. Около 280 года на месте сенонского города Сена была основана римская колония. В 268 году римляне в сенонской земле основали колонию Ариминий (современный Римини), к этому времени прекратился выпуск сенонских монет. В 232 году до н. э. «галльское поле» было конфисковано римлянами по Фламиниеву закону.

## Сеноны Галлии

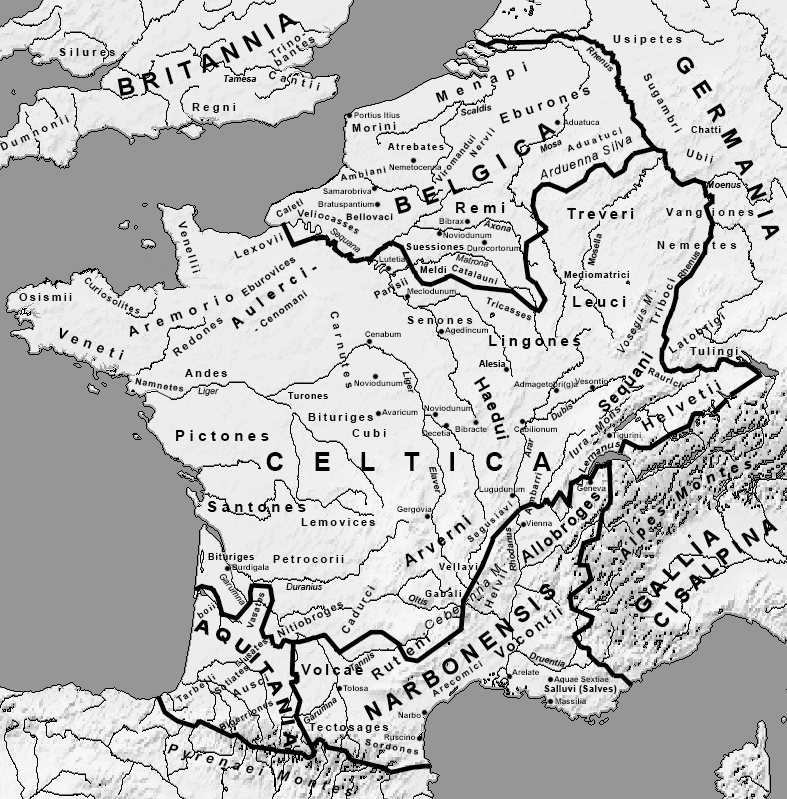
Сеноны на карте Галлии во времена Юлия Цезаря

Сенноны в конфедерации эдуев

Часть сенонов обитала в Лугдунской Галлии и граничила на севере с паризиями, на западе с карнутами, на юге с эдуями и на востоке с лингонами, бойями и мандубиями. Главным городом сенонов был Агединк(Агединкум) (лат. Agedincum, называвшийся также лат. civitas Senonum или Senones, ныне Санс). Из других городов наиболее известны были Веллаунодун (лат. Vellaunodunum), лат. Condate (теперь Монтро-Фот-Йон), Мелодун (лат. Melodunum или лат. Metlosedum, ныне Мелён), Ариака (лат. Ariaca), Корабилий (лат. Corabilium), Аутиссиодор (лат. Autissiodurum или лат. Antissiodurum, ныне Осер), Аква Сегеста (лат. Aquae Segestae позже Фонтенбло).
Сеноны владели переправами которые вели к Бургундским воротам и Соне. Они занимались речными перевозками.
По словам Цезаря паризии и сеноны не только были соседями, но «на памяти наших отцов соединились с ними в одну общину».
Ко временам Цезаря сеноны были одним из немногих племен, у которых сохранилась царская власть. К моменту начала Гальской войны «царем» сенонов был Моритазг, унаследовавший это право от предков.
В результате покорения Галлии Юлий Цезарь «царем» сенонов поставил Каварина, брата правившего ранее Моритазга. По словам Г. Биркхана Цезарь сместил Моритазга Но по словам Цезаря сенонам не понравилось правление Каварина они планировали убить «царя». И узнав об этом Каварин сбежал. Сеноны пытались оправдаться перед Цезарем, но он потребовал, чтобы к нему явился весь «сенат» племени. В 53 году до н. э. Цезарь созвал общегальский съезд в Лютеции столице паризиев. На него не явились представители сенонов, карнутов и треверов. Юлий Цезарь начал поход против сенонов. Глава заговорщиков Аккон призвал племя к сопротивлению, но из-за быстрого прихода римлян сеноны примирились с ними и дали 100 заложников. Заботу об этих заложников поручили эдуям. На основании этого Г. Биркхан считает эдуев опекунами/покровителями сенонов. Сеноны и иные замирённые Цезарем племена должны были предоставить отряды в римское войско. Юлий Цезарь желая избежать новых столкновений решил не оставлять Каварина в племени, а оставив его при себе и поручил командовать присланными от сенонов всадниками.
Совершив поход на вождя эбуронов Амбиорига и не поймав его Цезарь вернулся на зимние квартиры. В Галлии он в Дурокорторе совершил суд над той знатью сенонов и карнутов что участвовала в мятеже. Аккон был приговорен к смерти и казнён. В сенонском Агединке на зиму разместилось шесть легионов
Во время восстания Верцингеторикса в 52 году до н. э. сеноны выступили в его поддержку. В результате этой войны Цезарь осадив сенонский Веллаунодун и принудив к сдаче заставил выдать 600 заложников, оружие и скот. Получить это должен был легат Гай Требоний. После битвы при Аварике Цезарь разделил своё войско: четыре легиона во главе с Титом Лабиеном направились на сенонов и паризиев, а шесть легионов вместе с Цезарем повел к арвернскому городу Герговии. Тит Лабиен оставив в сенонском Агединке прибывшие из Италии пополнения, двинулся с четырьмя легионами против паризской Лютеции, но не взяв её отступил в Агединк, а оттуда направился навстречу к Цезарю.

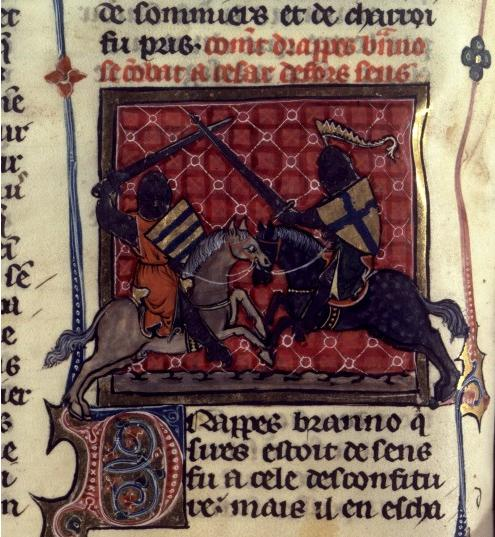
Цезарь сражается с Драппетом. Средневековое изображение.

Сеноны участвовали в битве при Алезии и проиграли её. Они названы среди тех племён, что по оценке Гая Юлия Цезаря обещали выставить в этой битве по 12.000 человек (для сравнения эдуи вместе со своими зависимыми племенами обещали выставить 35.000). В этой кельтской армии насчитывалось 8.000 всадников и 250.000 пехотинцев. В 51 году на землях пиктонов часть кельтов неудачно боролась с легионом Гая Фабия. После поражения часть кельтов бежала среди них был вождь части сенонов Драппет «который в самом же начале восстания Галлии собрал отовсюду отчаянных людей, призвал к свободе рабов, привлёк к себе изгнанников из всех общин, принял даже разбойников и отрезал римлян от их обоза и от подвоза провианта».
После этого поражения Драппет собрал войско (по оценке Цезаря: около пяти тысяч человек). И вместе с кадурком Луктерием они из-за угрозы римских легионов были вынуждены отказаться от вторжения в Нарбонскую Галлию и отступить в оппидум Укселлодун (Г. Биркхан приводил мнение, что возможно это Пюи д'Иссоли, но были и иные варианты). В результате борьбы за Укселлодун Драппет попал в плен.
После завоевания Галлии регион был разделён на ряд провинций. Земли сенонов вошли в Лугдунскую Галлию. Плиний Старший в своей «Естественной истории» (датируемой 77 годом нашей эры) перечисляет племена Галлии. Называя эти народы, он уточняет, какие из них были свободными, а какие союзными. При перечислении народов Лугдунской Галлии он называет сенонов, но не выделяет их из подчинённых Риму племён. Исследователи считают, что после римского завоевания границы племен не изменились, а лишь превратились в «муниципальные» общины в составе империи.

### Исследования
- Авлерки // [[[s:ЭСБЕ/Сеноны]] Энциклопедический словарь Брокгауза и Ефрона].
- Фюстель де Куланж // История общественного строя древней Франции.
- Гельмут Биркхан[нем.]. Кельты: история и культура / перевод с немецкого Нины Чехонадской. — М.: Аграф, 2007. — 512 с. — (Наследие кельтов). — ISBN 978-57784-0348-8.
- Фридрих Любкер. Aulerci // [[[s:РСКД/Senones]] Реальный словарь классических древностей]. — 1885. — С. 110—265.
- Эмиль Тевено. История галлов

### Первичные источники
- Тит Ливий. Книга V. 34-49 // История от основания города.
- Гай Юлий Цезарь. De bello Gallico.
- Плиний Старший. Естественная история.
- Диодор Сицилийский. Историческая библиотека.
- Аппиан. Римская история.
- Страбон. География.
- Полибий. Всеобщая история.